# DDR-Oberliga 1964-1965
L'edizione 1964-1965 della DDR-Oberliga è stata il diciottesimo campionato di massimo livello in Germania Est.

## Avvenimenti
Il torneo, iniziato il 9 agosto 1964, vide inizialmente il Motor Jena e l'Empor Rostock darsi battaglia per la prima posizione. Inizialmente furono gli anseatici ad avere la meglio, poi, a partire dall'ottava giornata, subentrò il Motor Jena che riuscì a chiudere in testa il girone di andata con un punto di vantaggio su di un Vorwärts Berlino in rimonta.
Già nella giornata successiva il club di Berlino riuscì infatti ad agganciare la vetta approfittando di un pareggio della capolista con la Dinamo Berlino, completando infine la rimonta alla terza giornata di ritorno, in cui prese il comando solitario della graduatoria. Inizialmente il Motor Jena sembrò reagire adeguatamente alla rimonta subita, ritrovando la vetta alla diciassettesima giornata, tuttavia nelle giornate successive calò il ritmo lasciando via libera al Vorwärts Berlino. Nelle ultime giornate del torneo la squadra affiliata alle forze armate riuscì infatti a gestire il proprio vantaggio, assottigliatosi di un punto alla ventunesima giornata a causa della sconfitta nello scontro diretto per poi trovare l'allungo necessario per assicurarsi con due giornate di anticipo la vittoria del campionato.
L'ultima giornata propose un match decisivo in chiave salvezza tra Dinamo Dresda e Neubrandenburg: vincendo per 5-3 la Dinamo Dresda si salvò condannando quindi il Neubrandenburg. Nulla da fare anche per il Motor Steinach, già retrocesso con una giornata di anticipo.

## Classifica finale
|  |     | DDR-Oberliga 1964-65 | Pt | G  | V  | N  | P  | GF | GS | DR  |
|  | --- | -------------------- | -- | -- | -- | -- | -- | -- | -- | --- |
|  | 1.  | Vorwärts Berlino     | 37 | 26 | 17 | 3  | 6  | 51 | 24 | +27 |
|  | 2.  | Motor Jena           | 32 | 26 | 14 | 4  | 8  | 41 | 27 | +14 |
|  | 3.  | Chemie Lipsia        | 31 | 26 | 11 | 9  | 6  | 47 | 29 | +18 |
|  | 4.  | SC Lipsia            | 30 | 26 | 12 | 6  | 8  | 53 | 34 | +19 |
|  | 5.  | Empor Rostock        | 28 | 26 | 13 | 2  | 11 | 37 | 33 | +4  |
|  | 6.  | Lokomotive Stendal   | 26 | 26 | 9  | 8  | 9  | 47 | 42 | +5  |
|  | 7.  | Aufbau Magdeburgo    | 25 | 26 | 9  | 7  | 10 | 35 | 35 | 0   |
|  | 8.  | Motor Zwickau        | 24 | 26 | 9  | 6  | 11 | 36 | 46 | -10 |
|  | 9.  | Wismut Aue           | 24 | 26 | 6  | 12 | 8  | 23 | 36 | -13 |
|  | 10. | Dinamo Dresda        | 23 | 26 | 9  | 5  | 12 | 34 | 38 | -4  |
|  | 11. | Karl-Marx-Stadt      | 23 | 26 | 8  | 7  | 11 | 36 | 41 | -5  |
|  | 12. | BFC Dynamo           | 22 | 26 | 8  | 6  | 12 | 27 | 37 | -10 |
|  | 13. | Neubrandenburg       | 20 | 26 | 7  | 6  | 13 | 34 | 58 | -24 |
|  | 14. | Motor Steinach       | 19 | 26 | 8  | 3  | 15 | 28 | 49 | -21 |

### Verdetti
- Vorwärts Berlino campione della Germania Est 1964-65. Qualificato in Coppa dei Campioni 1965-66.
- Aufbau Magdeburgo qualificato in Coppa delle Coppe 1965-66
- Empor Rostock qualificato in Coppa delle Fiere 1965-66
- Neubrandenburg e Motor Steinach retrocesse in DDR-Liga.

### Squadra campione
- Gerhard Körner (26/4)
- Hans-Dieter Krampe (26/1)
- Werner Unger (25)
- Otto Fräßdorf (24/4)
- Gerhard Vogt (24/10)
- Jürgen Nölder (23/5)
- Jürgen Piepenburg (20/9)
- Alfred Zulkowski (17)
- Jürgen Großheim (16/3)
- Horst Begerad (15/6)

- Hans-Georg Kiupel (15/1)
- Peter Kalinge (13)
- Manfred Müller (11)
- Gerhard Weiß (9)
- Manfred Schütze (6/3)
- Günther Wirth (6)
- Rainer Nachtigall (4)
- Peter Pera (3)
- Werner Michalzik (2)
- Reiner Müller (1/2)

- Allenatore:  Günter Lammich

## Record

### Capoliste solitarie
- 3ª giornata:  Motor Jena
- 4ª-5ª giornata:  Empor Rostock
- 8ª-13ª giornata:  Motor Jena
- 16ª giornata:  Vorwärts Berlino
- 17ª giornata:  Motor Jena
- 18ª-26ª giornata:  Vorwärts Berlino

### Club
- Maggior numero di vittorie:  Vorwärts Berlino (17)
- Minor numero di sconfitte:   Vorwärts Berlino e  Motor Jena (6)
- Migliore attacco:  SC Lipsia (53 reti fatte)
- Miglior difesa:  Vorwärts Berlino (24 reti subite)
- Miglior differenza reti:  Vorwärts Berlino (+27)
- Maggior numero di pareggi:  Wismut Aue (12)
- Minor numero di pareggi:  Empor Rostock (2)
- Maggior numero di sconfitte:  Motor Steinach (15)
- Minor numero di vittorie:  Wismut Aue (6)
- Peggior attacco:  Wismut Aue (23 reti fatte)
- Peggior difesa:  Neubrandenburg (58 reti subite)
- Peggior differenza reti:  Neubrandenburg (-24)

### Classifica cannonieri
|  | Gol | Marcatore           | Squadra            |
|  | --- | ------------------- | ------------------ |
|  | 14  | Bernd Bauchspieß    | Chemie Lipsia      |
|  | 13  | Henning Frenzel     | SC Lipsia          |
|  | 12  | Gerd Backhaus       | Lokomotive Stendal |
|  | 12  | Rolf Steinmann      | Karl-Marx-Stadt    |
|  | 12  | Reinhard Trölitzsch | SC Lipsia          |
|  |     |                     |                    |